# 한국어의 한자어
한자어(漢字語)는 한국어 어휘 부류 중 하나로, 한국 한자음으로 발음되는 자체 한자 계열 단어를 말한다.

## 개요

### 역사
한반도는 한자 문화권에 속하며 예로부터 한자를 중국에서 받아들여 왔다. 한나라 4군이 설치된 기원전 2세기 경에는 이미 한자 문화가 한반도에 전해졌다고 추정된다.
한자어는 시대에 따라 어휘에 성쇠가 있다. 예를 들어 중세 한국어에서는 현대어에서 볼 수 없는 다음과 같은 한자어나 의미가 있다.
- 常談(상담) ‘일상 회화(日常會話)’
- 禮數(예수) ‘절(節)’
- 爲頭(위두) ‘비롯’
- 一定(일정) ‘정하는 것’

중세 한국어에서는 또한 당시의 구어 중국어를 직접 차용한 어휘도 있다. 그것들은 보통 한자로 표기되지 않는다.
- ᄌᆞ갸 ＜ 自家 ‘당신’
- 차반 ＜ 茶飯 ‘(좋은) 음식(飮食)’
- 훠 ＜ 靴 ‘신발’

### 사용
한국어 어휘는 고유어, 한자어, 외래어와 혼종어로 나눌 수 있는데, 한자어는 그 중에서 가장 큰 비중을 차지한다. 한글학회 편찬 《큰사전》의 올림말 중 한자어는(52.1%)를 차지한다고 한다. 어떤 경우에서는 한국어 어휘의 70% 혹은 그 이상이 한자어라는 주장도 있는데 이것은 이희승의 국어사전에 일본 사전인 고지엔(広辞苑)을 차용하여 수록된 일본계 한자 어휘 때문이라는 반론도 있다.  한국어에서 한자어는 교양 어휘로서의 성격이 강하며 추상 개념이나 전문 용어에 한자어가 많이 쓰인다. 따라서 일상 생활 어휘는 고유어를 쓰면서도 공식적인 자리에서는 한자어를 사용할 경우가 있다.
- 머리 ― 두부(頭部)

한자어는 일본어의 한자어와 공통되는 어휘가 굉장히 많지만 이들 어휘의 ‘딱딱함’의 정도(즉 일상 생활 어휘냐 아니냐의 정도)는 꼭 같은 것은 아니다. 예를 들면 ‘철야(徹夜)’는 한국어에서 일상 생활 어휘가 아니며 ‘철야 작업’과 같이 특수한 경우에 사용되는 데 반해 일본어 徹夜는 ‘밤을 새우다’의 뜻으로 아주 흔하게 들을 수 있는 어휘다. 반대로 한국어 ‘답변(答辯)’은 질문에 대한 대답이란 뜻으로 일상적으로 자주 쓰이는 어휘이지만 일본어에서는 ‘국회 답변’과 같이 공식적인 질의 응답에 관해 쓰는 어휘로 일상 생활 어휘가 아니다.
요즈음 대한민국(이하 ‘한국’이라 함)에서는 기존 한자어에서 단어의 뜻이 조금씩 바뀌는 경우가 있음을 볼 수 있다. 예를 들면 ‘음료수(飮料水)’는 원래 ‘식수’의 뜻이지만 ‘청량 음료수’의 뜻으로 사용하는 경우가 늘어나고 있으며 커피, 주스 등을 포함해 ‘마실 것’이란 넓은 뜻으로 쓰이기도 한다. 또 ‘수족관(水族館)’은 물에 사는 생물을 전시하는 시설을 가리키는 외에 어패류를 수조에 넣어 파는 상점을 가리키기도 한다.

### 표기
한자어는 한자로도 한글로도 표기할 수 있다. 반면 같은 한자 문화권에 속하는 일본어에서의 한자어는 특수한 경우를 제외하고 한자로만 표기하는 것이 원칙이며, 훈독 관행에 따라 고유어도 한자로 표기 가능한 것이 한국어의 경우와 다르다.
정부 수립 직후인 1948년 10월 9일 법률 제6호로 공포된 ‘한글 전용에 관한 법률’은 “대한민국의 공문서는 한글로 쓴다. 다만, 얼마 동안 필요한 때에는 한자를 병용할 수 있다”라고 규정하였으며, 2005년 제정된 국어기본법 제14조 1항에서는 “공공 기관의 공문서는 어문 규범에 맞추어 한글로 작성하여야 한다. 다만, 대통령령이 정하는 경우에는 괄호 안에 한자 또는 다른 외국 문자를 쓸 수 있다”라고 규정하고 있다. 한편, 조선민주주의인민공화국에서는 정부 수립 초기에 한자를 전폐했기 때문에 한자어라도 한자로 표기하는 일은 일반적으로 없다.

### 단어 만들기
한국어에서 한자어는 원칙적으로 명사이며 그대로 동사나 형용사가 될 수 없다. 한자어를 용언으로 만들기 위해서는 보통 접미사 ‘하다’를 한자어 뒤에 붙인다. 동작적인 뜻의 한자어에 ‘하다’가 붙으면 동사가 되며 상태적인 뜻의 한자어에 붙으면 형용사가 된다.
- 사용(使用) ― 사용하다 〔동사〕
- 관대(寬大) ― 관대하다 〔형용사〕

일부 한자어는 아무 접미사, 어미를 붙이지 않고 그대로 부사나 관형사로 구실한다.
- 항상(恒常)
- 혹시(或是)

## 한자어의 종류
한자어는 그 유래에 따라 중국 기원, 한국 기원, 일본 기원의 세 가지로 크게 나눌 수 있다. 하지만 낱낱 어휘의 기원에 관해서는 분명치 못할 경우도 적지 않다.

### 중국 기원 한자어

#### 고전 중국어 기
중국어에 유래된 어휘는 대부분이 고전 중국어에 연유되어 있다
- 천하(天下), 결혼(結婚), 유쾌(愉快), 학문(學問)
- 사면초가(四面楚歌), 어부지리(漁夫之利)

고사 성어 중에는 중간에 고유어(조사류)가 끼여 들어가는 것도 있다.
- 백문이 불여일견(百聞이 不如一見)

단어를 구성하는 한자 순서가 다른 것도 있다.
- 현모 양처(賢母良妻) ― 중국어는 ‘賢妻良母’, 일본어는‘良妻賢母’

한자 한 글자로 이루어진 한자어 중에는 한자어라고 느끼기 어려워 마치 고유어와 같은 감각으로 사용되는 것들이 있다. 이 경우, 원래 있던 고유어를 밀어낸 경우가 많다.
- 산(山)>뫼, 강(江)>가람, 문(門)>오래 책(冊)

#### 고전 중국어를 경유하여 들어온 외래기원의 어휘
한자어 형태로 유입되었으나, 그 기원은 고전 중국어에 차용된 외래어인 경우가 있다. 거의 대부분을 차지하고 있는 것은 불경의 한역(漢譯)을 통해 유입된 산스크리트어 계열의 단어들이다. 그 밖에 북방민족 계열, 서역 계열 등이 있다. 들어온 지 오래되어 외래어라는 의식이 없는 경우가 많다.
- 찰나(刹那), 아수라장(阿修羅場), 나락(奈落), 건달(乾達), 삼매(三昧)
- 기린(麒麟), 사자(獅子)

#### 뜻이 변화된 어휘
중국어로서 존재하는 어휘이더라도 한국어에서 뜻이 달라진 것들이 있다. 이러한 어휘들은 중국어와도 일본어와도 다른 뜻으로 사용되는 경우가 많다.
| 한국어     | 중국어                     | 일본어                     |
| ---------- | -------------------------- | -------------------------- |
| 거래(去來) | ‘왔다 갔다 함’             | ‘왔다 갔다 함’             |
| 공부(工夫) | ‘시간’                     | ‘궁리’                     |
| 미혹(迷惑) | ‘미혹’                     | ‘민폐’                     |
| 방심(放心) | ‘안심’                     | ‘정신 나감’                |
| 복도(複道) | ‘상하 이중으로 된 길’      | ‘상하 이중으로 된 길’      |
| 사탕(砂糖) | ‘설탕’                     | ‘설탕’                     |
| 시비(是非) | ‘시비’                     | ‘반드시’                   |
| 의논(議論) | ‘논의’                     | ‘논의’                     |
| 인사(人事) | ‘세상 일’, ‘(조직의) 인사’ | ‘세상 일’, ‘(조직의) 인사’ |
| 학원(學院) | ‘단과 대학’                | ‘학교’                     |

‘放心’은 중국어에서 ‘안심하다’라는 긍정적인 뜻으로 사용된다. ‘砂糖’은 중세 한국어에서 설탕을 뜻했다. ‘是非’는 일본어에서 부사 ‘반드시’를 나타내는데 이는 ‘좋은 일(是)이 나쁜 일(非)로 바뀌더라도’, 즉 ‘어떻게 해서라도’란 뜻을 나타내는 것이다. ‘人事’를 사람과 사람이 만날 때 나누는 말이나 예절의 뜻으로 중국어와 일본어에서 사용하는 일은 없다. 한국어에서 ‘사람(人)이 해야 할 일(事)’이란 뜻을 나타내게 된 것으로 추정된다.

#### 현대 중국어에 연유된 말
현대 중국어에 연유된 어휘는 적다. 다만 북한에서는 현대 중국어에 유래된 어휘를 몇 개 찾아볼 수 있다.
- 일변도(一邊倒)
- 원주필(圓珠筆) ‘볼펜’ ― 북한 어휘

현대 중국어에 유래된 어휘는 중국어 발음이 그대로 도입되어 외래어로 정착된 것이 더 많다.
- 짜장면 ＜ 炸醬麵 zhájiàngmiàn
- 노틀 ＜ 老頭兒 lǎotóur

### 한국 기원 한자어

#### 한국 자체 조어
두 개 이상의 한자를 이용해 한국에서 독자적으로 만들어내거나 한국에서만 쓰는 어휘가 있다. 이러한 어휘들은 중국어와 일본어에 동일한 형태의 어휘가 없다.
| 한국어             | 일본어                                                                                         | 중국어                                                                     |
| ------------------ | ---------------------------------------------------------------------------------------------- | -------------------------------------------------------------------------- |
| 교도소(矯導所)     | 刑務所, keimusho 게이무쇼(형무소)                                                              | 중국어 정체자: 監獄, 병음: jiānyù 잔위(감옥)[*]                            |
| 금점(金店)         | 金鉱, kinkō 긴코(금광)                                                                         | 중국어 정체자: 金礦, 병음: jīnkuàng 진쾅(금광)[*]                          |
| 대중교통(大衆交通) | 公共交通機関, kōkyōkōtsūkikan 고쿄코쓰키칸(공공교통기관)                                       | 중국어 정체자: 大眾運輸, 병음: dàzhòngyùnshū 따중위엔수(공공교통)[*]       |
| 도급(都給)         | 請負, ukeoi 우케오이1                                                                          | 중국어 정체자: 承包, 병음: chéngbāo 청바오(증포)[*]                        |
| 명함(名銜)         | 名刺, meishi 메이시(명자)                                                                      | 중국어 정체자: 名片, 병음: míngpiàn 밍피엔(명편)[*]                        |
| 무궁화(無窮花)     | 木槿, mukuge 무쿠게1                                                                           | 중국어 정체자: 木槿花, 병음: mùjǐnhuā 무진화(목근화)[*]                    |
| 민폐(民弊)         | 迷惑, meiwaku 메이와쿠(미혹)                                                                   | 중국어 정체자: 弊病, 병음: bìbìng 비빙(폐병)[*]                            |
| 선물(膳物)         | 贈物, okurimono 오쿠리모노1                                                                    | 중국어 정체자: 禮物, 병음: lǐwù 리우(예물)[*]                              |
| 수표(手票)         | 小切手, kogitte 고깃테1                                                                        | 중국어 정체자: 支票, 병음: zhīpiào 즈퍄오(지표)[*]                         |
| 약방(藥房)         | 薬屋, kusuriya 구스리야1                                                                       | 중국어 정체자: 藥鋪, 병음: yàopù 야오푸(약포)[*]                           |
| 양말(洋襪)         | 靴下, kutsushita 구쓰시타1                                                                     | 중국어 정체자: 襪子, 병음: wàzi 와쯔(말자)[*]                              |
| 외계인(外界人)     | 宇宙人, uchūjin 우추진(우주인)                                                                 | 중국어 정체자: 外星人, 병음: wàixīngrén 외성인[*]                          |
| 이앙기(移秧機)     | 田植機, taueki 다우에키1                                                                       | 중국어 정체자: 插秧機, 병음: chāyāngjī 차양지(삽앙기)[*]                   |
| 장갑(掌甲)         | 手袋, tebukuro 데부쿠로1                                                                       | 중국어 정체자: 手套, 병음: shǒutào 서우타오(수투)[*]                       |
| 전세(專貰)         | 貸切, kashikiri 가시키리1                                                                      | 중국어 정체자: 包租, 병음: bāozū 빠오주(포조)[*]                           |
| 절차(節次)         | 手続き, tetsuzuki 데쓰즈키1                                                                    | 중국어 정체자: 手續, 병음: shǒuxù 서우수(수속)[*]                          |
| 정상회담(頂上會談) | 首脳会談, shunōkaidan 슈노카이단(수뇌회담)                                                     | 중국어 정체자: 首腦會談, 병음: shǒunǎo huìtán 쇼나오후이탄(수뇌회담)[*]    |
| 주유소(注油所)     | 給油所, kyūyusho 규유쇼(급유소) ガソリンスタンド, gasorin sutando 가소린 스탄도(가솔린 스탠드) | 중국어 정체자: 加油站, 병음: jiāyóuzhàn 쟈여우잔(가유점)[*]                |
| 차례(次例)         | 順番, junban 준반(순번)                                                                        | 중국어 정체자: 次第, 병음: cìdì 츠디(차제)[*]                              |
| 출시(出市)         | 発売, hatsubai 하쓰바이(발매)                                                                  | 중국어 정체자: 上市, 병음: shàngshì 상스(상시)[*]                          |
| 칠판(漆板)         | 黒板（こくばん）, kokuban 고쿠반(흑판)                                                         | 중국어 정체자: 黑板, 병음: hēibǎn 헤이반(흑판)[*]                          |
| 태엽(胎葉)         | 発条, hatsujō 하쓰조(발조)                                                                     | 중국어 정체자: 發條, 병음: fātiáo 파탸오(발조)[*]                          |
| 편지(便紙)         | 手紙, tegami 데가미1                                                                           | 중국어 정체자: 信, 병음: xìn 신[*]                                         |
| 편의점(便宜店)     | コンビニ, konbini 곤비니                                                                       | 중국어 정체자: 便利商店, 병음: biànlì shāngdiàn 비엔리 샹디엔(편리상점)[*] |

'1' 표시된 일본어는 그것이 한자어가 아니라 고유어임을 나타낸다.
‘방(房)’을 ‘가게’의 뜻을 나타내는 접미사로 체계적으로 사용하는 것은 한국어뿐이다. ‘말(襪)’은 ‘버선’의 뜻이며 ‘양말’은 ‘서양의 버선’이 원래 뜻이다. ‘차례(次例)’는 원래 ‘차뎨(次第)’였는데 第의 발음이 ‘뎨’에서 ‘례’로 변화되면서 한자 표기도 발음에 맞춰 ‘例’로 바뀌었다.
한국에서 만들어진 한자어 중에는 ‘적반하장(賊反荷杖)’, ‘오비이락(烏飛梨落)’, ‘삼수갑산(三水甲山)’과 같은 네 글자 성구(사자성어)의 형태를 띤 것도 있다. 오비이락과 같은 것은 '까마귀 날자 배 떨어진다'라는 속담을 한자성어 형태로 옮긴 것이다.

#### 한국제 한자를 포함한 어휘
- 전답(田畓), 대지(垈地), 시댁(媤宅)

‘畓’은 ‘논’, ‘垈’는 ‘터’, ‘媤’는 ‘남편 집안’을 뜻하는 한국제 한자이다.

### 일본 기원 한자어
개화기와 일제 강점기 사이에 일본어에서 많은 어휘가 한자어 형태로 한국어로 들어와 흡수되었다. 대부분 유럽어 번역 과정에서 만들어진 어휘들이다. 일본어에 뿌리를 둔 한자어에는 다음과 같은 유형이 있다.

#### 일본제 한자어
근대 서구 개념 등의 번역 어휘로서의 일본제 한자어는 추상 개념을 나타내는 어휘에서 구체적 물체 등을 가리키는 어휘까지 광범위하며 그 수효도 많다. 한자어로 된 법률 용어들중 매우 많은 부분이 일본제 한자어다.
- 개인(個人), 영토(領土), 의무(義務), …
- 연필(鉛筆), 전화(電話), 박물관(博物館), …

근대 이전에 만들어진 일본제 한자어가 한국어에 들어온 예는 드물다. 다만 그러한 어휘도 일제 강점기에 들어온 것으로 추측된다.
- 십팔번(十八番): 원래는 가부키 용어이며, 주하치반(じゅうはちばん) 또는 오하코(おはこ)라고 읽는다.
- 출장(出張): 원래 '일 때문에 나가다'라는 뜻의 고유 동사인 出張る가 한자어처럼 변한 것이다.

또 한국어와 일본어 사이에서 뜻이 다른 어휘가 있다. ‘팔방 미인(八方美人)’은 한국어와 달리 누구에게도 좋게 보이려고 하는 사람을 비꼬아서 이를 때 쓰는 부정적인 말이다.

#### 일본어의 훈독 어휘
일본어에서 훈독(訓讀) 어휘는 일본 고유어를 한자로 표기한 단어들이다. 이러한 어휘가 한국어에 들어왔을 때, 한국어에는 고유어를 한자 표기하는 ‘훈독’이 없었기 때문에 표기된 한자를 그대로 한국 한자음으로 발음했다. 이처럼 한자로 표기된 많은 일본 고유어들이 한자어로서 한국어에 정착되었다.
| 한자어         | 일본어                               | 순화어              |
| -------------- | ------------------------------------ | ------------------- |
| 건물(建物)     | 建物〔tatemono 다테모노〕            | 없음                |
| 매상(賣上)     | 売上〔uriage 우리아게〕              | 판매액(販賣額)      |
| 선착장(船着場) | 船着場〔funatsukiba 후나쓰키바〕     | 나루, 나루터        |
| 부도(不渡)     | 不渡り〔fuwatari 후와타리〕          | 없음                |
| 대합실(待合室) | 待合室〔machiaishitsu 마치아이시쓰〕 | 기다리는 곳, 맞이방 |
| 수속(手續)     | 手続き〔tetsuzuki 데쓰즈키〕         | 절차(節次)          |
| 신병(身柄)     | 身柄〔migara 미가라〕                | 없음                |
| 추월(追越)     | 追い越し〔oikoshi 오이코시〕         | 앞지르기            |

훈독 어휘는 중국어에도 유입되었는데, 일본어와 중국어만 공통되고 한국어는 공통되지 않는 것이 있다.
| 한자       | 일본어                               | 중국어       | 한국어    |
| ---------- | ------------------------------------ | ------------ | --------- |
| 場合       | ばあい〔baai 바아이〕                | chǎnghé 창허 | 경우 境遇 |
| 取締       | とりしまり〔torishimari 도리시마이〕 | qǔdì 추디    | 단속 團束 |
| 見習(见习) | みならい〔minarai 미나라이〕         | jiànxí 젠시  | 수습 修習 |

일본어에서 원래 동사였던 단어는 한자어로 도입하면서 ‘-하다’를 붙여 동사화했다.
| 한자어         | 일본어                               |
| -------------- | ------------------------------------ |
| 대출(貸出)하다 | 貸し出す〔kashidasu 가시다스〕       |
| 상회(上廻)하다 | 上廻る〔uwamawaru 우와마와루〕       |
| 조립(組立)하다 | 組み立てる〔kumitateru 구미타테루〕  |
| 취급(取扱)하다 | 取り扱う〔toriatsukau 도리아쓰카우〕 |
| 할인(割引)하다 | 割り引く〔waribiku 와리비쿠〕        |

#### 일본식 한자어의 영향으로 의미가 변화한 것
종래 한자어중 일본식 한자어의 영향을 받아 본래의 뜻 대신 일본식 한자어 의미가 주된 의미로 변화한 어휘들이 존재한다. 종래의 의미는 의고(擬古)적인 용법으로 제한되었다.
- 생산(生産): 본래 아이를 낳다라는 뜻이었으나, 물건이나 제품을 만들어 내다라는 의미로 바뀌었다.
- 방송(放送): 죄인을 놓아주다라는 뜻이었으나, broadcasting의 의미로 쓰인다.
- 자연(自然): 스스로 그러하다라는 뜻이나, nature의 번역어로 쓰인다.
- 발명(發明): 죄인이 스스로의 사정을 밝히다 변명하다라는 뜻이었으나, 없던 물건이나 아이디어를 내는 것을 가리키는 말로 쓰인다.
- 입구(入口), 출구(出口): 원래는 말을 입에서 내다, 넣다라는 뜻이었으나, 들어오는 곳, 나가는 곳을 가리키는 말로 쓰인다. 중국어에서는 현재 두 의미로 모두 쓰인다.

## 한자어에서 비롯된 고유어
고유어로 인식되는 낱말 가운데 본래 어형에서 벗어나 어원의식을 잃고 한자어가 고유어화된 것들이 있다. 뜻도 상당히 변한 경우가 많다.
- 가난 ＜ 간난(艱難)
- 감자 ＜ 감저(甘藷)
- 고추 < 고초(苦椒)
- 과녁 < 관혁(貫革)
- 금세 < 금시(今時)에
- 김치 < 짐츼 < 짐ᄎᆡ < 딤ᄎᆡ < 팀ᄎᆡ < 침채(沈菜)
- 나중 < 나죠ᇰ < 내죠ᇰ ＜ 내종(乃終)
- 나인 < ᄂᆡ인 < 내인(內人)
- 대충 < 대총(大總)
- 동냥 < 동녕 < 동령(動鈴)
- 마고자 < 마괘자(馬褂子)
- 무늬 < 문(紋)의
- 보배 ＜ 보패(寶貝)
- 불가사리 < 불가살(不可殺)+이
- 사냥 < 산영 < 산ᅙᆡᇰ ＜ 산행(山行)
- 상어 < 사ᇰ어 < 사어(鯊魚)
- 선반 < 션반 < 현반(懸盤)
- 성냥 < 셕류황 ＜ 석류황(石硫黃)
- 술래 < 순라(巡邏)
- 시시하다 < 세세(細細)하다 < 細細ᄒᆞ다
- 썰매 ＜ 설마(雪馬)
- 양치 < 양지(楊支)
- 요 ＜ 욕(褥)
- 재주 ＜ 재조(才操)
- 재촉 < 최촉(催促)
- 짐승 < 즘스ᇰ < 즘ᄉᆡᇰ < 쥬ᇰᄉᆡᇰ ＜ 중생(衆生)
- 지렁이 < 디룡이 < 디로ᇰ이 ＜ 지룡(地龍)+이
- 차 < 다(茶)
- 천둥 < 텬동 < 천동(天動)
- 철쭉 < 텩튝< 텩툑 < 척촉(躑躅)
- 초 < 촉(燭)

## 고유어의취음
고유어 가운데 발음이 한자어와 비슷해 한자어로 착각하는 것들이 있으며, 습관적으로 한자 표기가 달려 있는 경우도 있는데 이렇게 붙은 한자 표기를 취음이라고 한다. 단순히 의미와 관계없이 음만 따서 지은 경우는 알기 쉬우나, 낱말에 임의적 풀이를 한자에 붙인 단어는 식별이 어려울 수도 있다. 보통 국어사전은 취음임을 표시하지 않으나, 일부 국어사전에는 취음으로 착각되기 쉬운 단어에 취음이란 표시를 하고 한자를 같이 달아 놓기도 한다.
- 구경 ― 求景
- 무당 ― 巫堂
- 방석 ― 方席
- 생각 ― 生覺
- 서랍 ― 舌盒(설합)
- 양치 ― 養齒
- 어음 ― 於音
- 장가 ― 丈家
- 장난 ― 作亂(작란)
- (새)참 ― 站
- 타령 ― 打令
- 겨냥 - 見樣

## 참고 문헌
- 金光海(1989) “고유어와 한자어의 대응 현상”, 탑출판사
- 南豊鉉(1968) ‘15世紀諺解文獻에 나타난 正音表記의 中國系借用語辭考察’, “국어국문학” 39·40, 국어국문학회
- 朴英燮(1995) “國語漢字語彙論”, 박이정출판사

## 같이 보기
- 한국 한자음
- 한국어의 한자
- 일본식 한자어
- 한한대사전
- 한국한자어사전